# Caracol, Mato Grosso do Sul
Caracol este un oraș în Mato Grosso do Sul (MS), Brazilia.